# قائمة شوارع بيروت

حديقة الحريري وسط بيروت

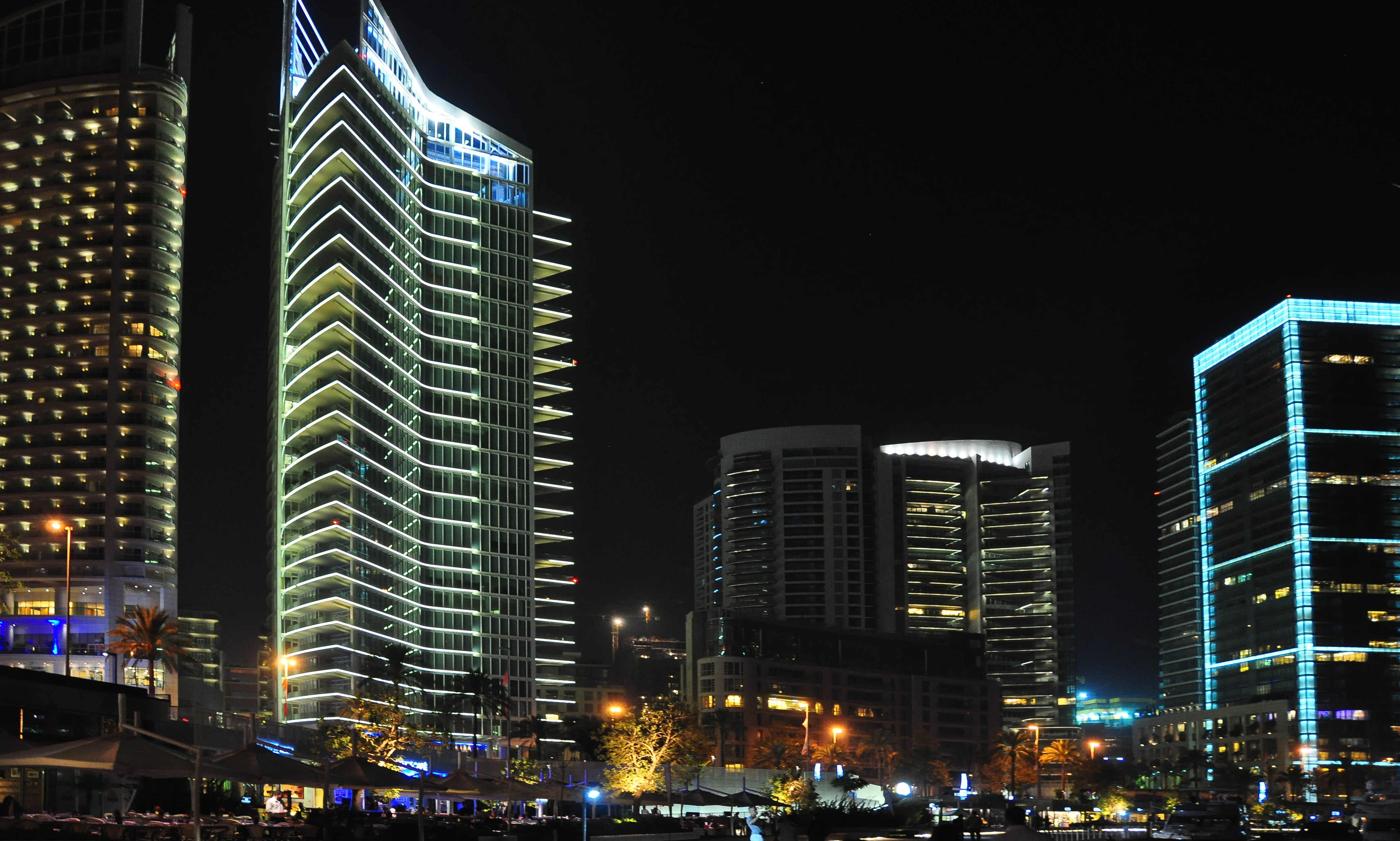
أبراج البحر في Zaitunay Bay

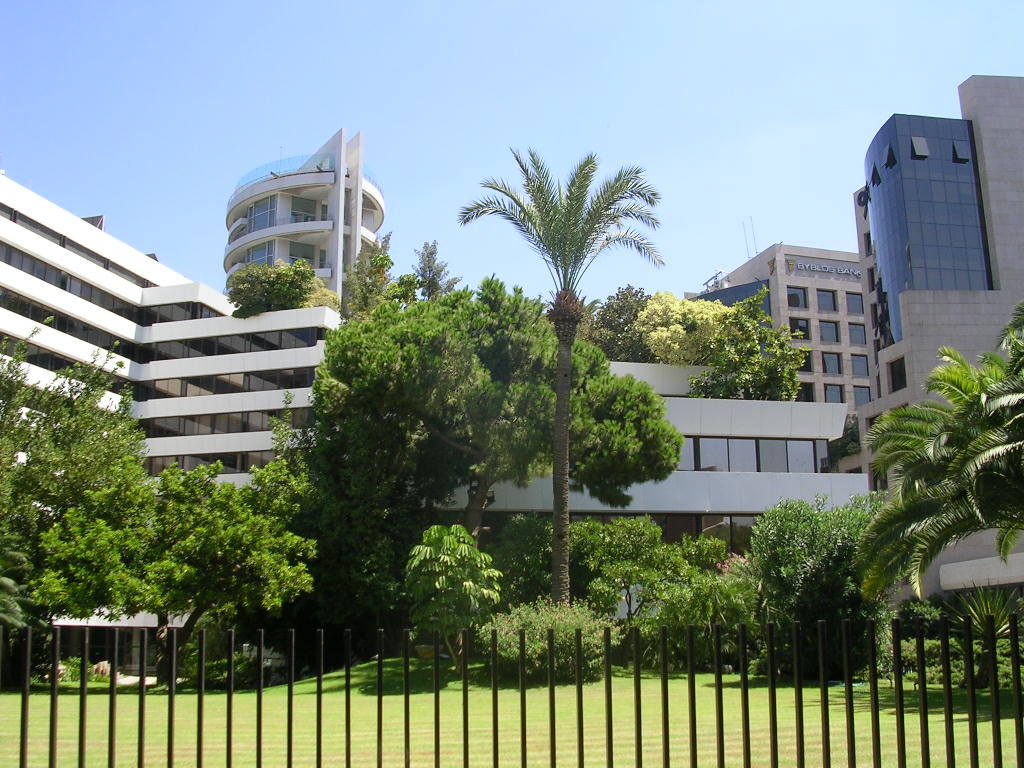
مبنى حديث في حي الأشرفية ببيروت.

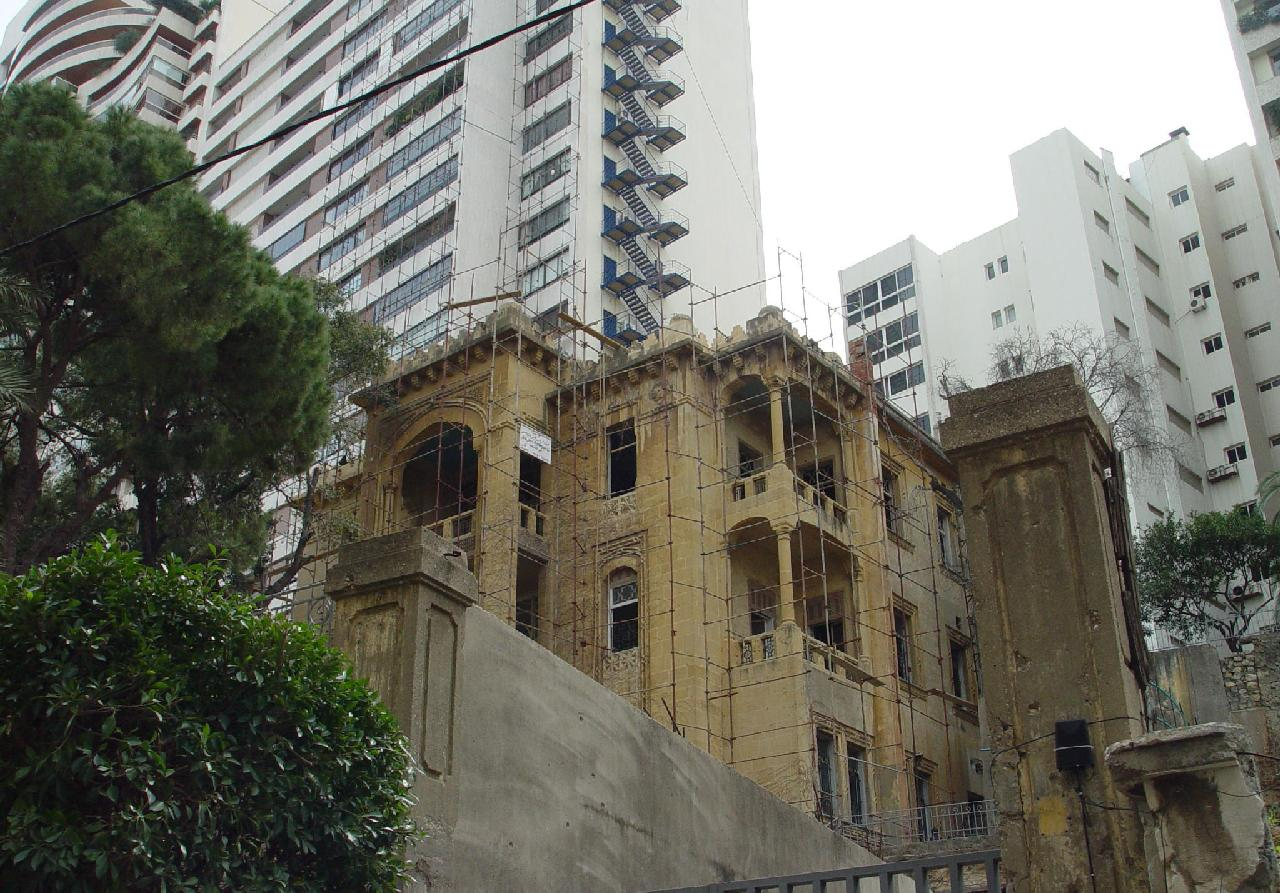
مبنى قديم برسم الترميم يقع في حي الأشرفية.

بيروت هي العاصمة السياسية للجمهورية اللبنانية وأكبر مدنها. يتعدى عدد سكانها المليوني نسمة بحسب إحدى إحصائيات سنة 2007.
تقع مدينة بيروت وسط خط الساحل اللبناني الشرقي على ضفة البحر الأبيض المتوسط. تتركَز فيها معظم المرافق الحيوية من صناعة وتجارة وخدمات. وهي مدينة قديمة وعريقة إذ ذكرت في رسائل تل العمارنة
ولكن أقدم ذكر موثق عبر التاريخ في الوثائق التاريخية لإسم بيروت ورد بلفظ «بيروتا» في ألواح تل العمارنة التي وجدت في مصر، والتي تحوي مراسلات تمت بين ملوك جبيل والفرعون أمينوفيس الرابع المعروف بأخناتون ورد فيها اسم «بيروتا» وملكها «عمونيرا» والمؤرخة في القرن الخامس عشر ما قبل الميلاد، ومنذ ذلك الحين لا تزال بيروت مدينة مستمرة ومأهولة من أقدم مدن العالم.

## نظرة عامة عن ملامح العمران البيروتي

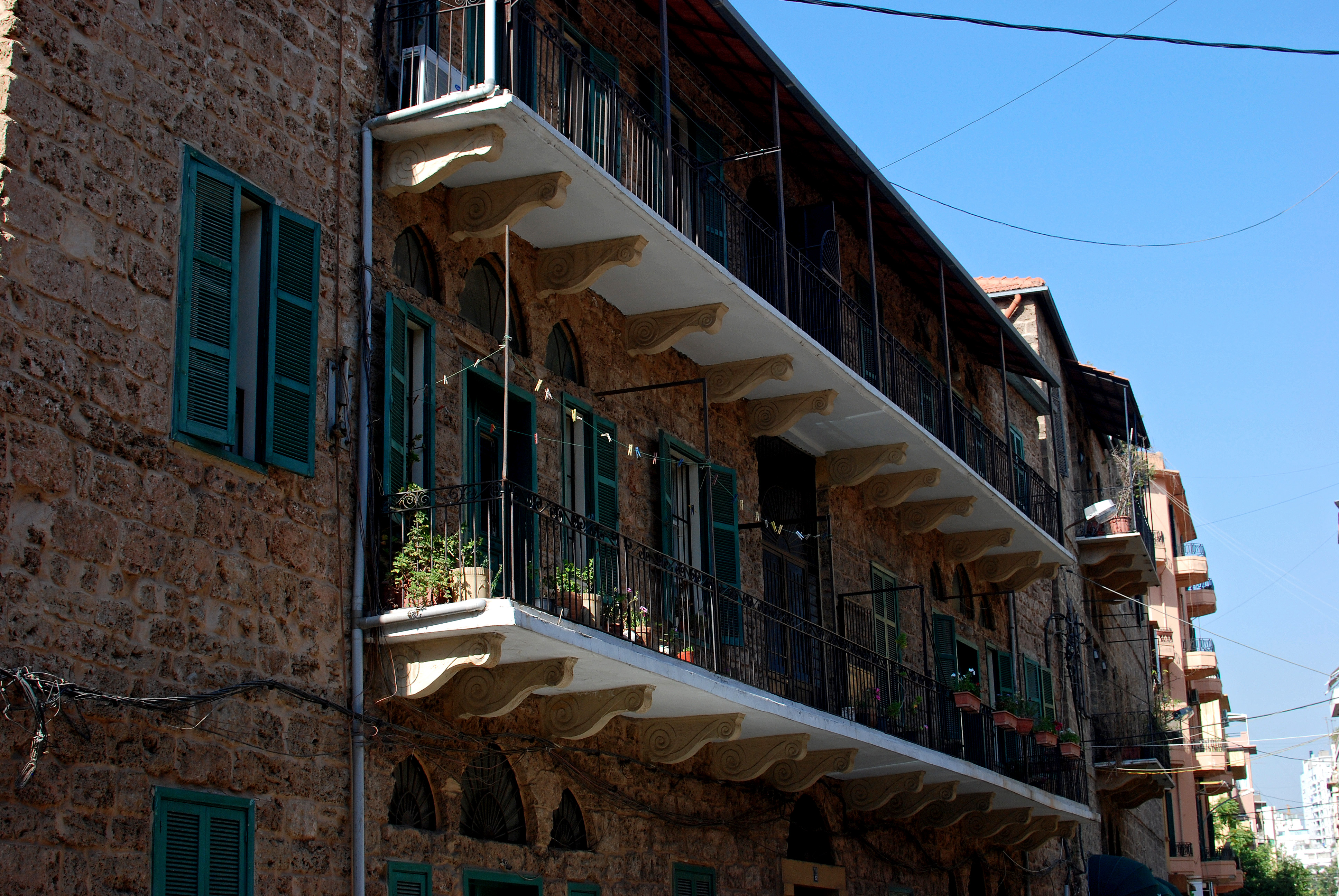
مبنى تراثي قديم في بيروت.

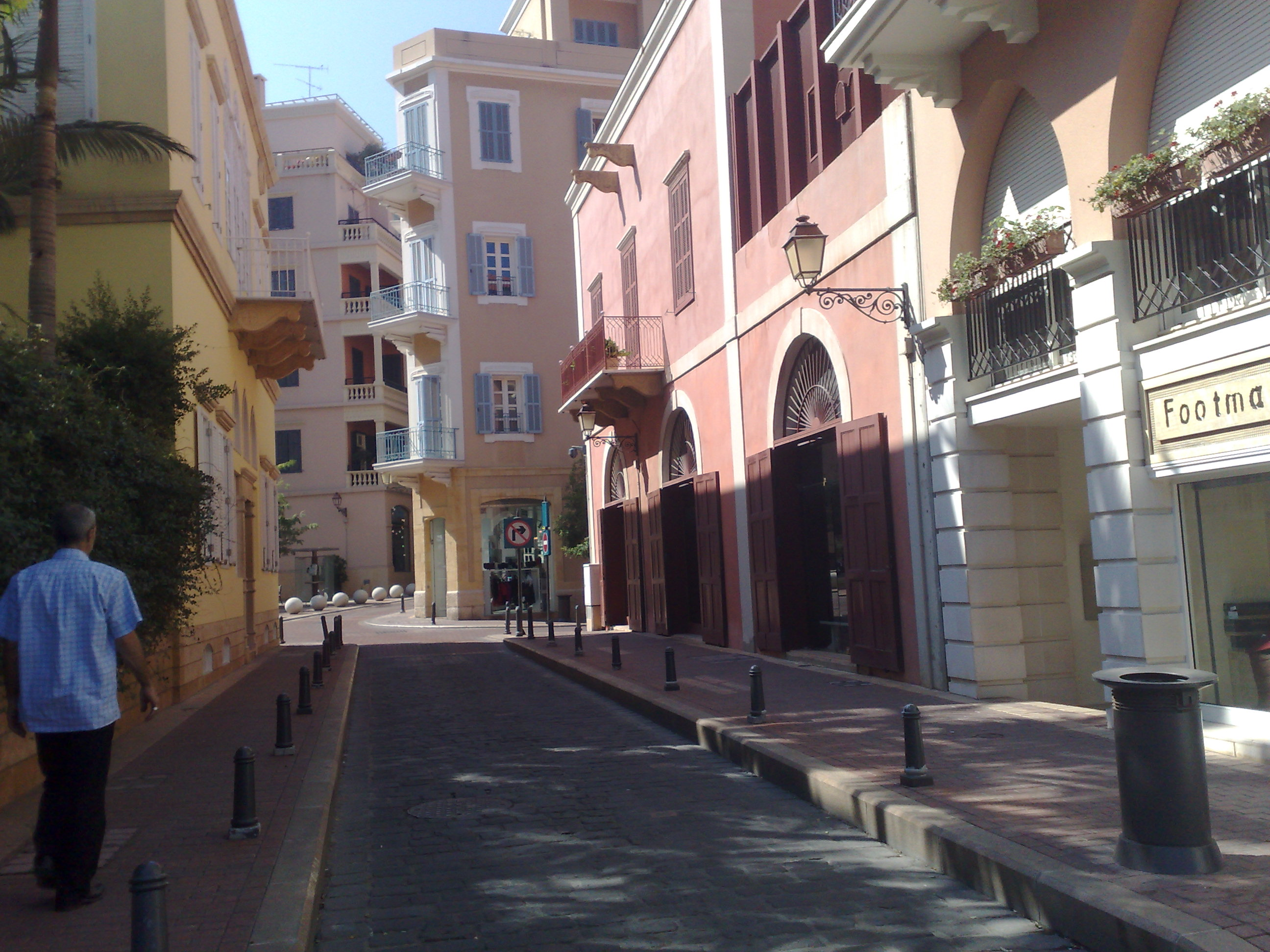
إحدى الشوارع ذات المباني القديمة التي تمّ تحديثها في وسط بيروت التجاري

تميزت الملامح العامة لبيروت العاصمة في القرن التاسع عشر بمنازل ذات سقوف من القرميد الأحمر الموضوع فوق السقوف الخشبية، وبغرف واسعة ذات سقوف عالية، وإيوان جميل متسع يُسمّى المنزول وهو ما يُعرف حاليّا بالصالون أو غرفة الاستقبال. وكان يتخلل المنازل شبابيك شرعيّة، وفتحات زجاجيّة مرتفعة مصنوعة من الزجاج الملون وفي غالبية منازل بيروت شرفات في الطابق الأول، في أعلاها فتحات زجاجيّة مصنوعة من الزجاج الملّون، كما يتخلل الغرف بعض فتحات التهوئة، وكانت المنازل البيروتيّة تضّم عادة عليّة التي تُعرف محليا باسم «المتخّت» أو «التتخيتة» التي يعلوها عادة القافعة التي يصعد منها إلى سطح المنزل، حيث السطيحة التي يظللها العرزال ومسابك زهور الفل والزنبق والرياحين والياسمين.
وفي فترة لاحقة تأثر البيروتيين بنمط العمارة الأوروبي، فأخذت البيوت ذات طابع العمارة الإيطالية والفرنسية تنتشر بالمدينة شيئا فشيئا حتى استبدلت الكثير من المباني ذات الطابع العربي أو العثماني. وفي فترة لاحقة، ومع ازدياد الكثافة السكانية، أخذ الناس يبنون العمارات المتعددة الطوابق فحلت مكان معظم الأبنية التقليدية لدرجة أن أي حي سكني به عمارة قديمة من أيام العثمانيين تصنفه البلدية على أنه «حي ذو طابع تراثي». وبعد انتهاء الحرب الأهلية، قامت شركة «سوليدير» بإعادة بناء وسط المدينة المدمر، فبنت معظم المناطق السكنية في تلك المنطقة على الطراز الحديث.

## قائمة تدرج أهم وأشهر شوارع مدينة بيروت الرئيسية
تتوفر بيروت على مجموعة من الشوارع الحديثة والتاريخية لها مؤهلات أن ترقى إلى مواقع ذات جذب سياحي من الطراز العالي، وإن كانت المدينة تعاني من بعض المشاكل المتعلقة بالبنية التحتية ومشاكل النقل فإنها تتوفر على كل المؤهلات أن ترقى إلى جودة المدن العالمية.
وهذه قائمة ندرج فيها أشهر شوراع بيروت الرئيسية والمهمة في المدينة:
| الاسم                | صورة | ملاحظات |
| -------------------- | ---- | --- |
| الفردان              |      | المشهورة بشارع فردان، هي من المناطق الراقية والتجارية والسكنية في بيروت العاصمة اللبنانية. يعتبر شارعا رئيسيا حيويا للتسوق ومركزا للجذب السياحي، سمي تكريما لضحايا معركة فردان التي وقعت أثناء الحرب العالمية الأولى. |
| ساحة ساسين           |      | هي ساحة تتواجد في مدينة بيروت في لبنان. تعد واحدة من أبرز المناطق الحضرية في بيروت الشرقية. تقع الساحة في منطقة الأشرفية. |
| شارع الحمراء         |      | هو أحد الشوارع الرئسية في بيروت وواحد من المحاور الرئيسية والاقتصادية والدبلوماسية في لبنان، يوجد فيه العديد من المقاهي والفنادق والمطاعم والمسارح اللبنانية المشهيرة، وقد كان مركز النشاط الفكري في بيروت قبل الحرب اللبنانية. |
| شارع المعرض          |      | تم تسمية الشارع بشارع مراد كناية من "عبارة طريق المعرض"، بعد المعرض الدولي الذي أقيم هناك في عام 1921. يتميز الشارع بأقواس ذات جمالية على طول المباني. |
| شارع بلس             |      | يعتبر شارعا شعبيا وحيويا بامتياز، تقع الجامعة الأميركية على الجهة الغربية منه بينما تصطف العديد من المعالم التاريخية والمباني التجارية والمقاهي والمطاعم والحانات والمكتبات على الجهة الشرقية، ويضم أكثر المطاعم شعبية، مثل رودستر و Urbanista ، بالإضافة إلى العم سام وبلس هاوس                                                                                    |
| شارع غورو            |      | يعتبر شارعا سكنياً وتجاريا في منطقةِ الأشرفية. يعتبر أحد شوارعِ بيروت الأكثر عصريّة بمطاعمِ راقيةِ ومتنوعة ومقاهي وحانات التي تجذب سياح وزوار المدينة. |
| شارع كليمنصو         |      | شارع كليمنصو هو شارع تجاري وسكني في بيروت قريب من شارع الحمراء والجامعة الأمريكية. يتميز الشارع بكثرة المراكز والعيادات الطبية مثل المركز الطبي للجامعة الأمريكية في بيروت. |
| شارع مادم كوري       |      | سمي الشارع تكريما للبولندية ماري كوري، وهي فيزيائية وكيميائية اكتشفت المواد المشعة. يتقاطع شارع مدام كوري مع شارع ألفرد نويل وشارع دونان. |
| شارع مونو            |      | شارع مونو يقع في الجهة الشرقية من وسط بيروت في حي السوديكو، سمي الشارع باسم الأب أمبرواز مونو. ويتوفر على قطاع خدمات ومرافق وصيانة جيدة، وعلى عدد كبير من المطاعم والمتاجر والحانات. |
| كورنيش بيروت         |      | كورنيش بيروت هو ممشى ساحلي طويل يطل على البحر الأبيض المتوسط ويقع في وسط بيروت. يوفر الكورنيش ساحة للزوار لرؤية البحر وقمم جبل لبنان. |
| شارع جعيتاوي (بيروت) |      | عرف «عصره الذهبي» في الثمانينات من القرن العشرين، وكان الشارع الوحيد في منطقة الأشرفية الذي لم يتأثر سلبيا بالحرب الكارثية على الوطن اللبناني، تستقطب محلاته التجارية اللبنانيين، لما تتمتع به من تنوع في المنتجات المناسبة، علاوة على المكتبات ومحلات الحلويات والمطاعم. وبالتالي، لقبه البعض بالشارع الذي لا ينام إلى ساعات متأخرة، خصوصا في المناسبات والأعياد.- |
| شارع طرابلس          |      | (بالإنجليزية: Trablos Street)‏. في القرن 19 عشر تم استخدام شارع طرابلس كمحطة نقل المسافرين من وإلى طرابلس، وانتقلت المحطة لاحقًا إلى ساحة البرج، وفي النصف الأول من القرن 20 بدأت مكاتب الصحف تتخذ من شارع طرابلس مقرات لها. |

## طالع
- قائمة منتزهات بيروت
- قائمة أحياء بيروت
- قائمة قلاع بيروت
- قائمة أطول المباني في لبنان
- قائمة شواطيء بيروت
- السياحة في لبنان
- سياحة شاطئية في لبنان
- قلعة بيروت
- أزمة النفايات في لبنان 2015
- ترامواي بيروت
- قصر العدل (بيروت)